# Disculpas a los pueblos indígenas

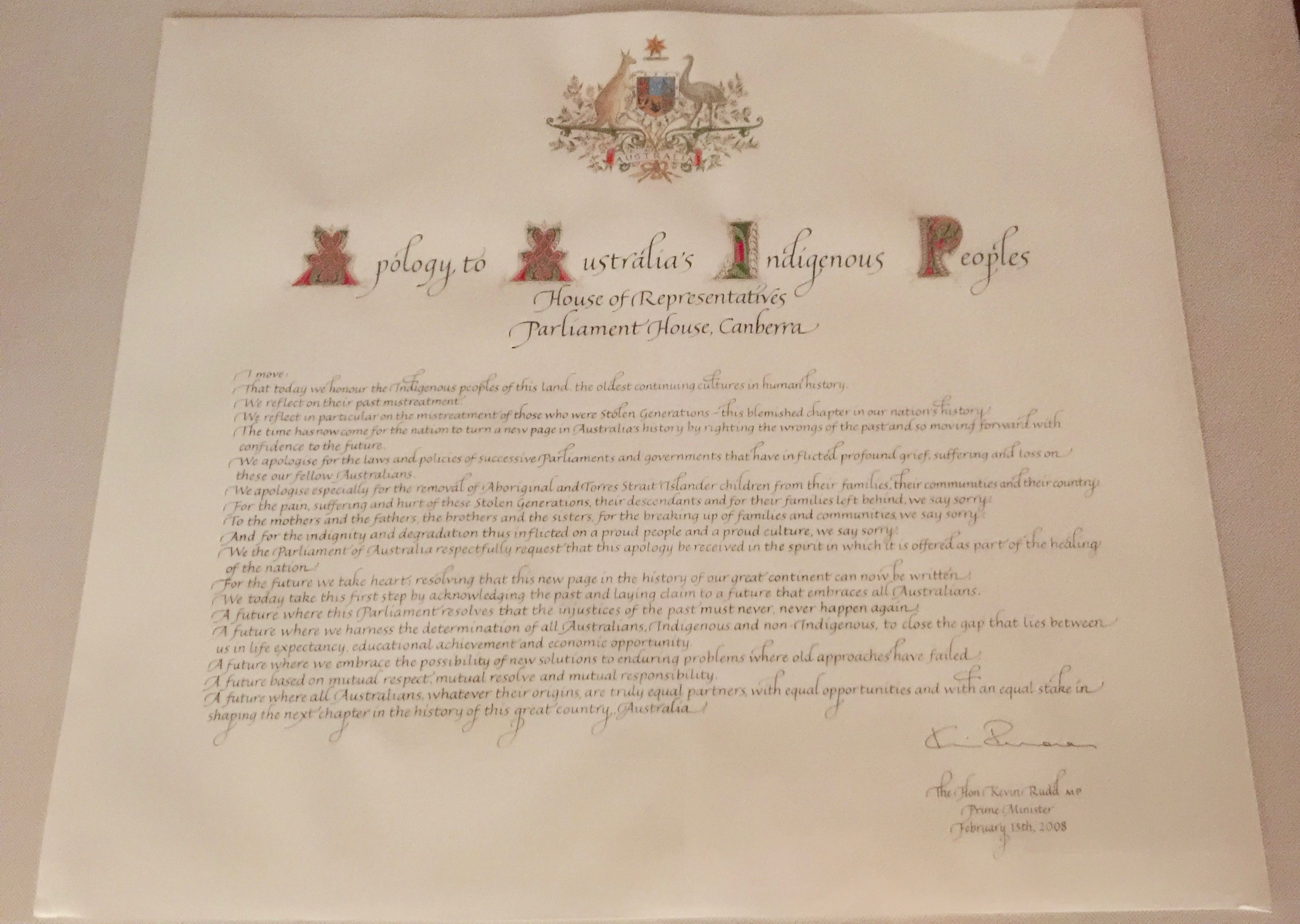
Disculpa del primer ministro a los pueblos indígenas de Australia

Las disculpas a los pueblos indígenas son declaraciones oficiales realizadas por líderes o representantes políticos en nombre de gobiernos o instituciones, con el propósito de reconocer y expresar remordimiento por justicias y daños históricos cometidos contra estos pueblos. Durante la era de la colonización, diversos imperios europeos establecieron dominio sobre territorios habitados por indígenas, y posteriormente las nuevas naciones independientes incluyeron a estos grupos dentro de sus fronteras políticas. Estos procesos implicaron conflictos y violaciones a los derechos de los pueblos indígenas, que durante mucho tiempo no fueron plenamente reconocidos ni abordados por los gobiernos dominantes.

## Contexto
Durante el período colonial, algunos autoridades coloniales expresaron preocupación por el trato a los pueblos indígenas, promulgaron leyes destinadas su protección y sancionaron a algunos funcionarios por abusos cometidos. Ejemplos históricos relevantes incluyen las leyes de Burgos y las leyes Nuevas en el Imperio español, aunque su aplicación fue limitada y en muchos casos ineficaz.  En algunas ocasiones, agencias gubernamentales encargadas de asuntos indígenas también cometieron abusos, como es el caso del Servicio de Protección Indígena en Brasil, documentado en el Informe Figueiredo,   o la Oficina de Asuntos Indígenas en Estados Unidos, que reconoció deficiencias estructurales en su gestión.
Diversos pueblos indígenas han solicitado disculpas públicas a varios estados e iglesias cristianas por su papel histórico o contemporáneo en violaciones a sus derechos humanos.     Sin embargo, ningún país ha reconocido de forma voluntaria el haber cometido actos genocidas contra estos pueblos. 

## Disculpas a los pueblos indígenas

### Disculpas estatales
En las últimas décadas, algunos gobiernos han reconocido atrocidades históricas o han pedido disculpas  por políticas aplicadas en el pasado En ciertos casos, los funcionarios que emiten estas disculpas no coinciden con la caracterización académica de los hechos.  
| De                              | Para                                 | Alcance | Año de disculpa | Referencia(s)                             |
| ------------------------------- | ------------------------------------ | --- | --------------- | ----------------------------------------- |
| Alemania                        | Herero y Nama                        | Genocidio herero y namaqua, 1904-7 | 2021            | [ 21 ]                                    |
| Alemania                        | Tanzania                             | La rebelión Maji Maji, un levantamiento contra el colonialismo alemán, cobró la vida de al menos 300.000 personas entre 1905 y 1907.     | 2023            | [ 22 ]                                    |
| Argentina                       | Qom y Moqoit                         | Masacre de Napalpí, 1924 | 2022            | [ 23 ]                                    |
| Australia                       | Indígenas                            | Generaciones robadas, 1905-1970s | 2008            | [ 24 ] [ 25 ] [ 26 ] [ 27 ]               |
| Australia                       | Indígenas                            | Rol de policía de Victoria en las Generaciones robadas, 1905-1970s                                                                       | 2024            | [ 28 ] [ 29 ]                             |
| Bélgica                         | Congo Belga                          | Abusos coloniales | 2020            | [ 30 ] [ 31 ] [ 32 ] [ 33 ] [ 34 ] [ 35 ] |
| Bélgica                         | Ruanda                               | No ayudar en la prevención de masacres                                                                                                   | 2000            | [ 36 ] [ 37 ] [ 38 ]                      |
| Canadá                          | Indígenas                            | Escuelas residenciales indígenas de Canadá, 1867-1998                                                                                    | 2008, 2017      | [ 26 ] [ 39 ] [ 40 ] [ 41 ]               |
| Canadá                          | Inuit                                | Traslados forzados, malos tratos, matanzas de perros, reducción de medios de subsistencia                                                | 2019, 2024      | [ 42 ] [ 43 ] [ 44 ]                      |
| Canadá                          | Indígenas                            | La Asociación Médica Canadiense se disculpó por racismo, discriminación, inacción, daños físicos y daños psicológicos.                   | 2024            | [ 45 ] [ 46 ]                             |
| Canadá                          | Indígenas                            | El mal manejo por parte de Canadá de los fondos fiduciarios provenientes de la venta de tierras indígenas a finales de la década de 1890 | 2024            | [ 47 ] [ 48 ]                             |
| California                      | Indígenas                            | Genocidio de California, 1846-1873 | 2019            | [ 49 ] [ 50 ]                             |
| Cataluña                        | Indígenas                            | Abusos coloniales durante conquista de México                                                                                            | 2019            | [ 51 ] [ 52 ]                             |
| Chile                           | Mapuche                              | Abusos coloniales | 2017            | [ 26 ] [ 53 ]                             |
| Estados Unidos                  | Indígenas                            | Internados públicos para niños indígenas                                                                                                 | 2024            | [ 54 ] [ 55 ]                             |
| Estados Unidos                  | Cheyenes y arapajó                   | Masacre de Sand Creek | 2014            | [ 11 ]                                    |
| Estados Unidos                  | Indígenas                            | Violencia, maltrato y negligencia | 2000, 2010      | [ 26 ] [ 56 ] [ 57 ]                      |
| Estados Unidos                  | Nativos hawaianos                    | Derrocamiento del Reino de Hawái, 1893                                                                                                   | 1993            | [ 58 ] [ 59 ] [ 60 ]                      |
| Estados Unidos                  | Guatemala                            | Rol en Guerra Civil de Guatemala donde la Comisión para el Esclarecimiento Histórico documentó atrocidades, 1960-96                      | 1999            | [ 61 ]                                    |

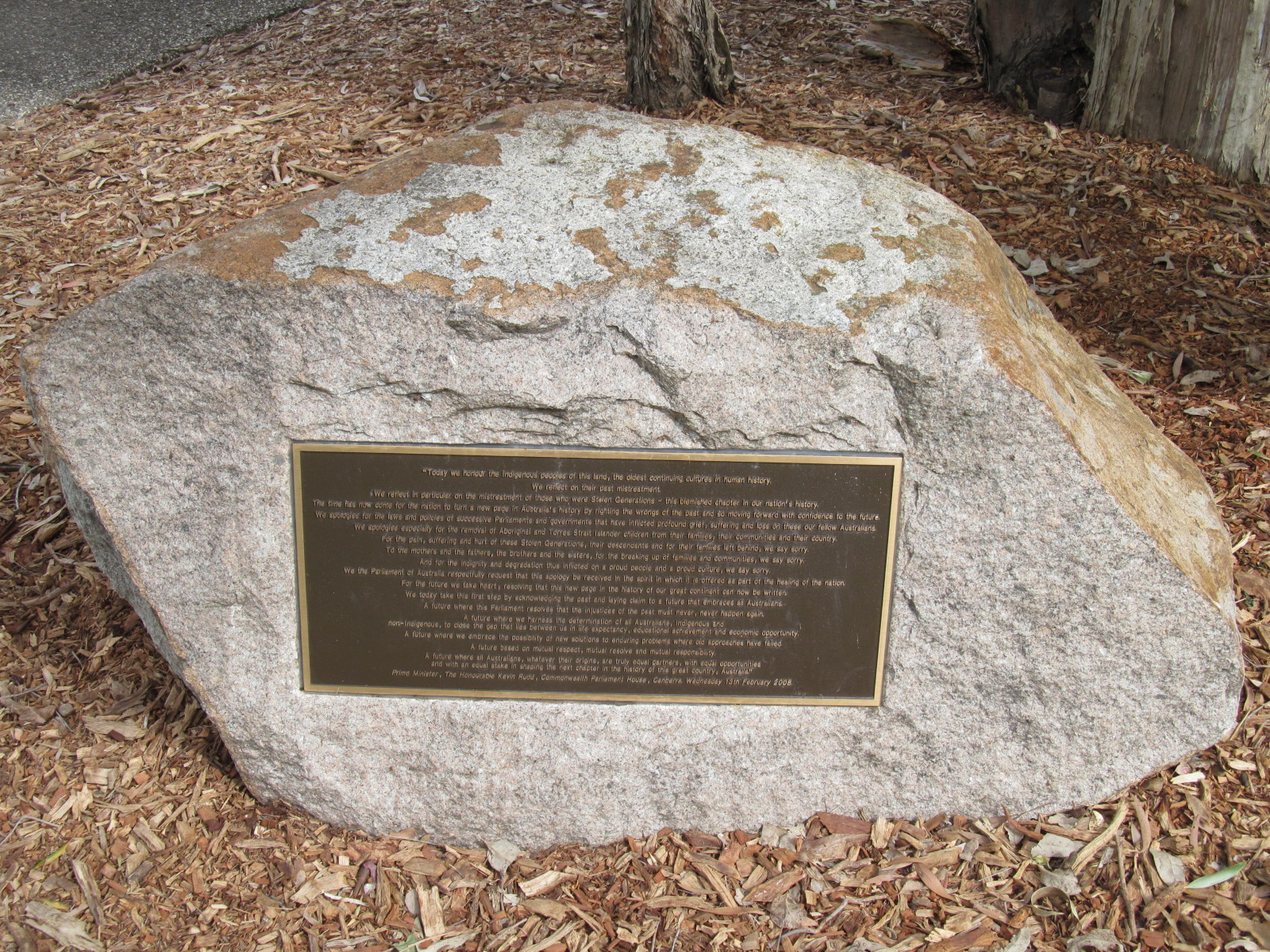
La placa de disculpa en Kalinga, Queensland, que contiene las palabras principales del discurso de Kevin Rudd de 2008 ante el Parlamento australiano.

| Gran Bretaña (Corona británica) | Maorís                               | Pérdida de vidas, confiscación de territorios y recursos                                                                                 | 1995            | [ 62 ]                                    |
| Gran Bretaña                    | Maorís                               | Abusos coloniales | 2013            | [ 63 ]                                    |
| Gran Bretaña                    | Kĩkũyũ                               | Abusos coloniales | 2013            | [ 64 ] [ 65 ]                             |
| Gran Bretaña                    | Barbados                             | Esclavitud | 2021            | [ 66 ]                                    |
| Gran Bretaña                    | Jamaica                              | Esclavitud | 2022            | [ 67 ]                                    |
| México                          | Mayas                                | Injusticias históricas y discriminación                                                                                                  | 2021            | [ 68 ] [ 69 ]                             |
| México                          | Yaquis                               | Marginación, abusos e injusticias | 2021            | [ 70 ] [ 71 ]                             |
| Noruega                         | Samis, Kven y Finlandeses del Bosque | Asimilación forzada | 1997, 2024      | [ 72 ] [ 73 ]                             |
| Nueva Zelanda                   | Moriori                              | Expropriación, esclavitud, rompimiento de tratados                                                                                       | 2020            | [ 26 ] [ 15 ] [ 74 ]                      |
| Países Bajos                    | Surinam y otros                      | Rey Guillermo Alejandro se disculpó por la esclavitud durante la época colonial                                                          | 2023            | [ 75 ]                                    |
| Países Bajos                    | Indonesia                            | Violencia colonial excesiva, 1945-1949                                                                                                   | 2020            | [ 76 ] [ 77 ] [ 78 ]                      |
| Países Bajos                    | Indonesia                            | Massacre de Rawagede | 2011            | [ 79 ]                                    |
| Portugal                        | Colonias portuguesas                 | El presidente de Portugal dijo que debería haber reparaciones por la explotación indígena y esclavitud                                   | 2024            | [ 80 ] [ 81 ]                             |
| El Salvador                     | Indígenas                            | Exterminio y opresión | 2010            | [ 26 ] [ 82 ]                             |

### Disculpas de instituciones religiosas
El papa Francisco pidió disculpas por el papel de la Iglesia católica en la colonización y por los "crímenes cometidos contra los pueblos originarios durante la llamada conquista de América".  También ha pedido disculpas por el papel de la Iglesia en el funcionamiento de los internados en Canadá,  calificándolo de genocidio.  En 2021, el papa Francisco ofreció disculpas por los errores cometidos por la Iglesia Católica en México, en el contexto del bicentenario de la independencia de México.
En 2025, la Iglesia evangélica luterana de Finlandia ofreció disculpas por no haber respetado el derecho a la libre determinación del pueblo sami. En noviembre de 2021, la arzobispa de Suecia, Antje Jackelén, emitió una disculpa formal a los samis.
En 2023, el Vaticano rechazó la Doctrina del Descubrimiento, la cual fue utilizada como base de la apropiación colonial.   

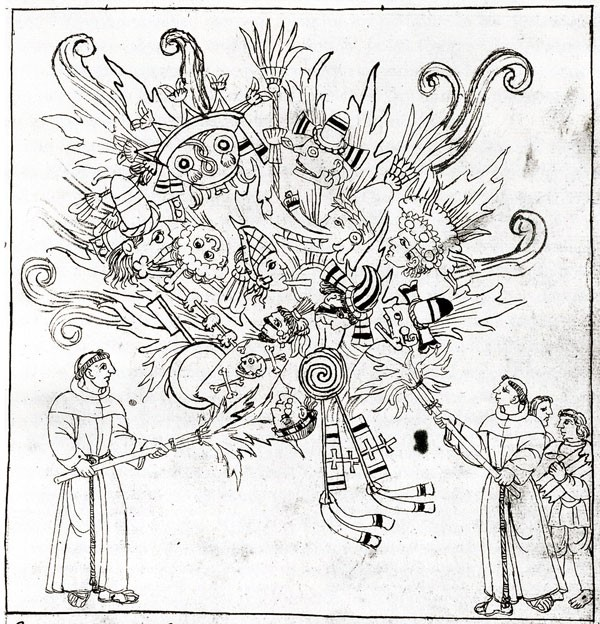
Destrucción de los Códices mexicanos

En 2022, Justin Welby, primado de la Iglesia de Inglaterra, pidió disculpas a los pueblos indígenas de Canadá por el rol de la iglesia en las escuelas residenciales indígenas de Canadá, sumándose a disculpas similares de otras iglesias de Canadá, como la Iglesia Anglicana de Canadá. 

### Otras disculpas
Los exploradores de Canadá (Scouts Canada) se han disculpado por su papel en la erradicación de las Primeras Naciones, los inuit y los métis durante más de un siglo.
En 2016, la Sociedad Australiana de Psicología pidió disculpas a los aborígenes australianos y a los isleños del estrecho de Torres.
En 2023, la Asociación Estadounidense de Psicología emitió una oferta de disculpas a los Primeros Pueblos por más de un siglo de prácticas nocivas para la comunidad Indígena.  En 2024, la Asociación Médica Canadiense emitió una disculpa por el maltrato y la experimentación sin ética.
La Asociación Estadounidense de Antropología ofreció disculpas en 2021 por los daños causados por investigación extractiva y "por los efectos traumáticos del legado perdurable de la antropología en las comunidades indígenas".

## Crítica a las disculpas
Alice MacLachlan, profesora de Filosofía en York University (Toronto), ha criticado las disculpas de los gobiernos de Australia y Canadá, señalando que se han centrado en políticas específicas y han evitado abordar lo que ella describe como una historia de “apropiación y desplazamiento genocida”. Francesca Dominello, profesora en la Macquarie Law School (Universidad Macquarie, Australia), ha señalado que estas disculpas han tenido escaso impacto en modificar el statu quo de los pueblos indígenas Gary Foley, profesor en la Moondani Balluk Indigenous Academic Unit de la Victoria University en Melbourne, Australia, y activista indígena de ascendencia Gumbaynggirr, ha criticado la disculpa del gobierno australiano debido a la falta de compensación y retribución.